# バラ水

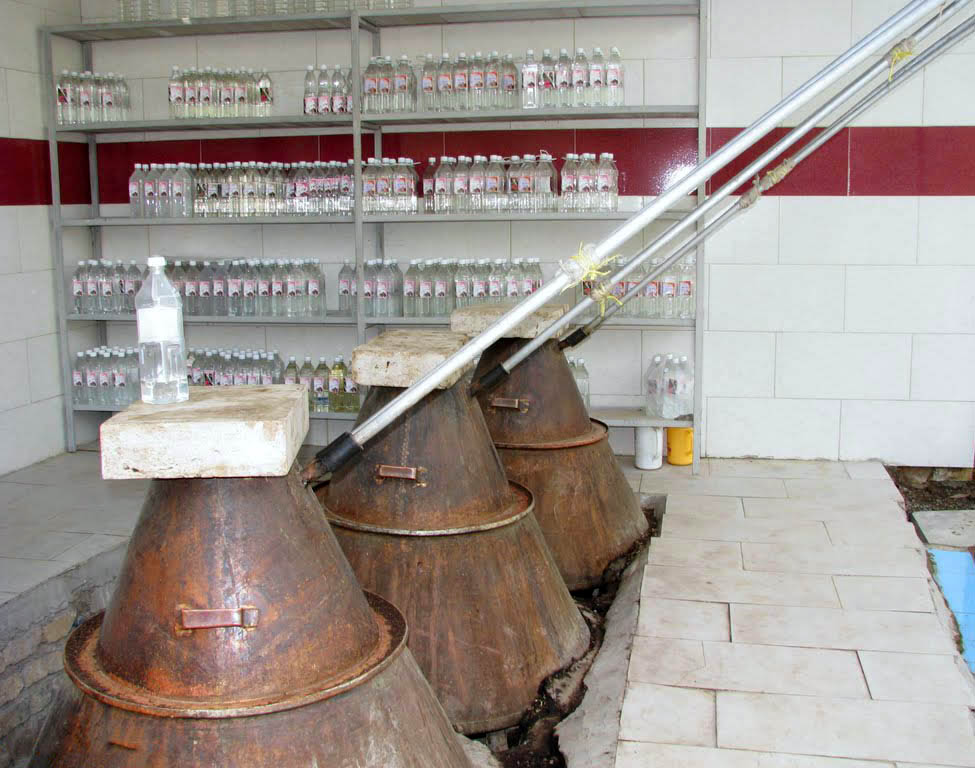
イラン カーシャーンの小規模なバラ水製造所

バラ水（薔薇水（ばらすい、しょうびすい）、ローズウォーター）は、バラの花びらを水蒸気蒸留して作られるハイドロゾル分である。この液体は、現在は香水に用いられる精油のバラ油を製造する際の副産物として作られる。用途として、ヨーロッパやアジアで宗教に使用されるほか、様々な化粧品や医薬品、飲食物、香りを付ける用途に使われる。
イラン、インド、インド亜大陸などの国々では、Gulab（ゴルアブ、ペルシャ語でGul（バラ）+Ab（水））と呼ばれる。

## 歴史
古来から、バラは薬学的に、栄養的に、そして香粧品の原料として使われてきた。 古代ギリシア人、古代ローマ人、フェニキア人は、広大な公営バラ園を果樹園や小麦畑などの耕作地と同様に重要と考えていた。
香料原料としての花の栽培は、サーサーン朝ペルシャ（イランの旧称）にまでさかのぼる。バラ水は、香料用のバラ油を生成する際に用いられる水蒸気蒸留の過程でバラ油と共に副産物として生成され、ペルシャではgolāb、ビザンチン・ギリシャではzoulápinとして局所的に知られていた。
水蒸気蒸留は、サーサーン朝ペルシャで最初に開発されたプロセスであると考えられているが、中世にかけてペルシャ人化学者のアル・ラーズィー（865 - 925）またはイブン・スィーナー（980 - 1037）などにより水蒸気蒸留技術が改善・確立されたことで、より効率的・経済的な香料（副産物としてのバラ水を含む）の生産が可能になった。

## 用途

### 食用
バラ水は非常に独特な風味を持ち、ペルシャや中東の料理、特にロクム、ヌガー、ガムドロップ、バクラヴァなどのお菓子によく用いられる。イランでは、紅茶、アイスクリーム、クッキーなどの菓子類に少量加えられている。アラブ世界、パキスタン、インドでは、フレーバーミルク、およびライスプディングなどの乳製品ベースの料理に使用される。また、紅茶以外の甘い飲み物にも加えられる。バラ水は、料理で使用される赤ワイン等のアルコールが宗教上ハラールとして禁じられているため代替案としてよく使われる。プレミアリーグは、イスラム教徒の選手に報酬を与える際に、シャンパンの代わりにバラ水をベースにした飲み物を提供している。また自動車レースのF1でも、バーレーンGP・アブダビGPなどイスラム圏での開催の際はシャンパンファイトにバラ水を使用する。
マジパンは長い間バラ水で味付けされてきた。元々マジパンは中東から来たもので、中世の頃に西ヨーロッパに伝来した。今でも食後のスナックとして提供されている。
歴史的シリア地方ではお湯で割ったものを白コーヒー（カフウェ・バイダー）と呼ぶ。中東地域では、一般的にレモネードやミルクにもバラ水が加えられている。水道水に含まれる不快な臭いや風味を隠すために、水にもよく添加されている。
ローズシロップは、バラ水に砂糖を加えられて作られる。

### 化粧品・医薬品
中世ヨーロッパの食事では、宴でテーブルと手を清めるのに使われた。
バラ水は香水にも含まれる成分である。 また、バラ水外用薬は保湿化粧水として使用されることがあり、コールドクリームなどの化粧品に使用されることがある。特に冬の間、インドの一部の人々は保湿と香りのために顔に吹き付けている。インドの結婚式によく振りかけられている。
歴史的シリア地方でも化粧水として用いられている。

### 宗教的な使用
バラ水は、キリスト教、イスラム教、ヒンドゥー教、ゾロアスター教などの宗教的な儀式で香水として使われている。
イスラム教では、メッカにあるカアバを掃除する時、ザムザムの泉の水にバラ水を混ぜ使用している。また、葬式で埋葬する時に、棺を入れる前に墓の穴の中に振り撒く慣習がある。
キリスト教、特に東方正教会では重要視されている。聖金曜日の夕方にバラ水をエピタフィオス(十字架から降ろされたキリストを刺繍した布)と信徒に振りかける儀式がおこなわれる。教会によっては、聖水に加えてイコンなどを洗浄することがある。
バハイ教では、最も聖なる本（Kitáb-i-Aqdas1:76）が信徒にバラ水を使用するよう命じている。

## 成分
中央イランで、ロサ・ダマスケナのがくと花びらから伝統的な水蒸気蒸留によって得られたバラ水を、ガスクロマトグラフィー–質量分析法で分析した。
主にシトロネロール、ノナデカン、ゲラニオール、フェネチルアルコール、そしてhenicosane, 9-nonadecen, エイコサン、リナロール、citronellyl acetate、Methyl eugenol、ヘプタデカン、ペンタデカン、docosane、ネロール、Disiloxane、オクタデカン、pentacosaneなどの多価アルコールが挙げられる。フェネチルアルコールは、バラ水の典型的な臭いの原因となるが、バラ水の製品にいつも含まれているわけではない。

## 主に作られている地域
- イラン カムサール（ドイツ語版） - 中東最大の生産地[17][信頼性要検証]。また、カムサールの最高品質のバラ水は、メッカのカアバを洗うために1年に2回送られている[18][19]。2015年のイランの公式発表では、「イランのバラ水年間生産量は約26,000tで世界一位である。」と述べている[20]。
- オマーン ジュベル・アフダル（英語版）  - 伝統的な産地として有名[21][22]。
- ブルガリア バラの谷
- インド ガーズィープル ‐ インド最大のバラ製品の集積地[23]
- モロッコ ケラア・ムグナ（英語版） - バラとバラ製品の一大産地でバラ祭りが有名
- レバノン Kasarnaba（英語版）
- トルコ ウスパルタ - Gulbirlik社